# Bakchův chrám
Bakchův chrám je součástí archeologického naleziště Baalbek v údolí Bikáa v Libanonu. Chrámový komplex je považován za přední archeologické a umělecké naleziště římské císařské architektury a v roce 1984 byl zapsán na seznam světového dědictví UNESCO. Tento chrám boha Baccha je jednou z nejlépe zachovaných a nejvelkolepějších ruin římských chrámů. Jeho stáří není známo, ale podle jemné výzdoby ho lze datovat do druhého století našeho letopočtu.

## Dějiny
Chrám pravděpodobně nechal postavit římský císař Antoninus Pius (138-161). O chrámu se nedochovaly žádné informace až do dobytí Řeky ve 4. století, kdy by byl chrám pravděpodobně uzavřen následkem pronásledování pohanů v pozdní římské říši. Když chrámový komplex zchátral, Bakchův chrám pravděpodobně ochránily trosky dalších budov.
Až v letech 1898–1903 německá expedice vykopala dva z velkých chrámů a zahájila jejich rekonstrukci. V roce 1920 byl vyhlášen stát Velký Libanon a ochrany chrámů se ujala libanonská vláda.
V polovině 70. let vypukla libanonská občanská válka a ochrana památek skončila, protože údolí se stalo baštou palestinských a syrských sil. V roce 1984 byly ruiny v Baalbeku zapsány na seznam světového dědictví UNESCO. Obnova začala v 90. letech po skončení války.
Řadu archeologických vykopávek a výzkumů Bakchova chrámu a celého chrámového komplexu provedlo Orientální oddělení Německého archeologického institutu.

## Architektura

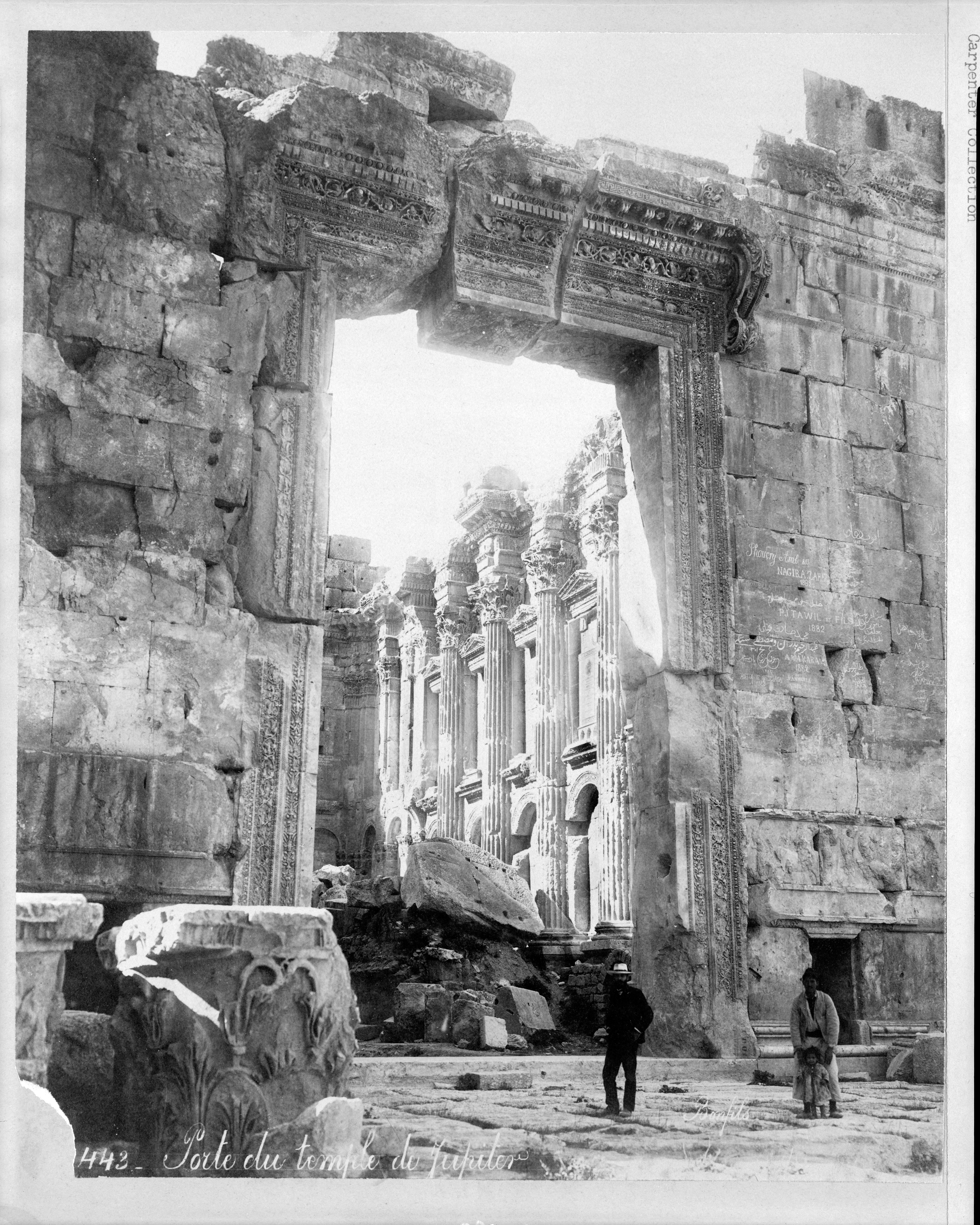
Vchod do chrámu v 70. letech 19. století

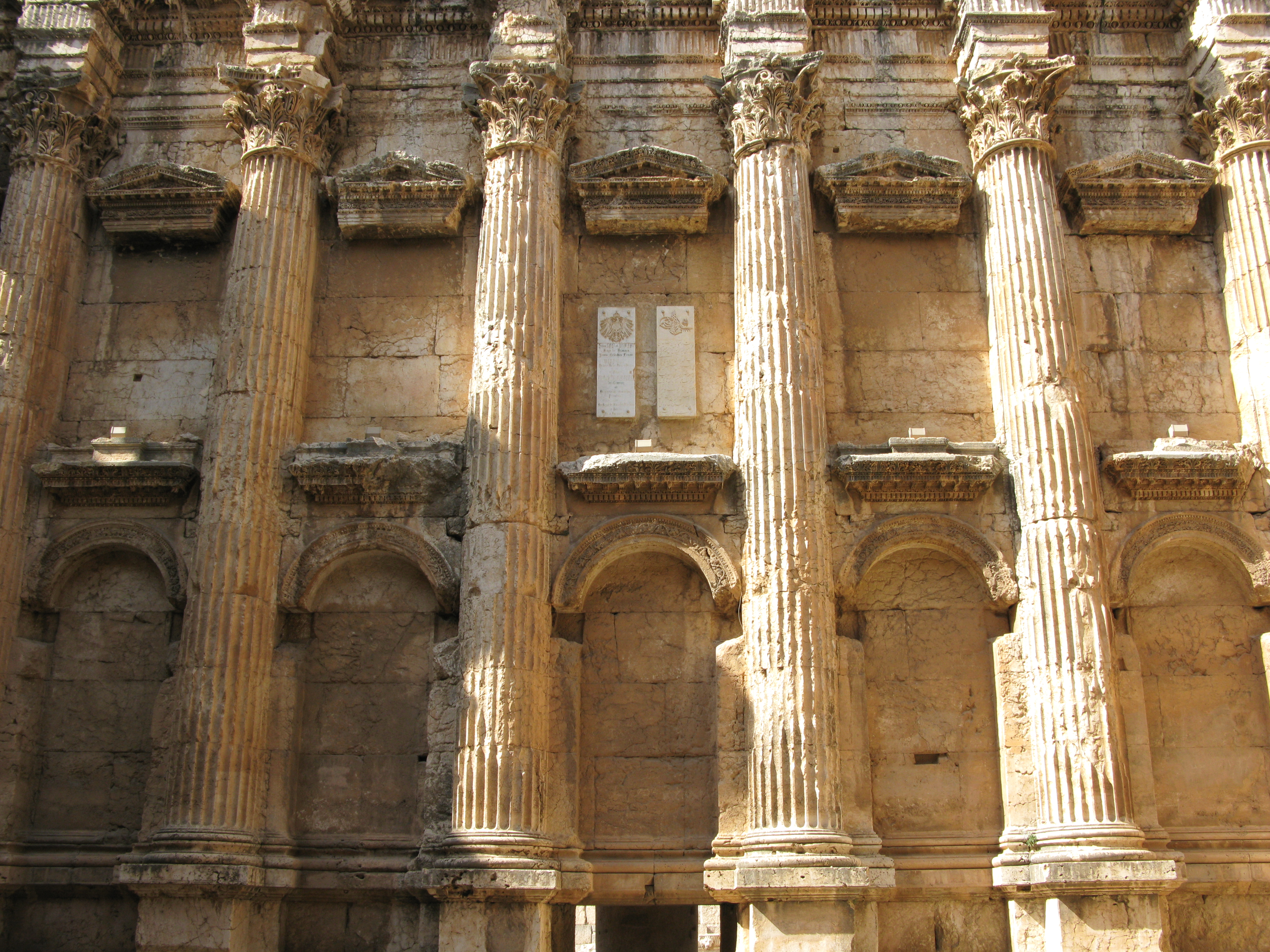
Korintské hlavice zdobící sloupy Bakchova chrámu v Baalbeku

Bakchův chrám je 66 m dlouhý, 35 m široký a 31 m vysoký, takže je jen o něco menší než Jupiterův chrám. Pódium, na kterém chrám stojí, je orientováno osou východ-západ. Obvodovou zeď zdobí kolonáda dvaačtyřiceti kanelovaných korintských sloupů s iónskými patkami, z nichž devatenáct ještě stojí. Na každém konci je osm sloupů a na každé straně patnáct, které mají téměř 20 metrů na výšku. Ty byly pravděpodobně postaveny jako neopracované, a poté zaobleny, leštěny a zdobeny už stojící. Sloupy nesou bohatě vyřezávané kladí, jehož součástí je architráv s trojpásmovým vlysem, který je zdoben střídajícími se býky a lvy, a římsou zdobenou geometrickými a květinovými vzory.
Uvnitř je cella zdobena korintskými pilastry lemujícími dvě úrovně výklenků na každé straně. Parapety zdobí tančící Menády, což podporuje připsání chrámu bohu Bakchovi. Interiér chrámu je rozdělen na hlavní loď (30 m) a adyton neboli svatyni (11 m) na vyvýšené plošině 2 m nad okolím chrámu, kam vede 13 schodů.
Vchod se zachoval až do 16. století, ale svorník překladu se po zemětřesení v roce 1759 sesunul; na jeho podporu byl v 60. nebo 70. letech 19. století vztyčen sloup z hrubého zdiva. Zemětřesení také poškodilo oblast kolem známého nápisu na orlu v podhledu, který byl celý zakryt nosným sloupem svorníku. Některé historické římské mince zobrazují podobu tohoto chrámu spolu s Jupiterovým chrámem.